# Garrulax castanotis
Garrulax castanotis là một loài chim trong họ Leiothrichidae.
Loài chim này trước đây được coi là có ý nghĩa G. maesi. Loài này được tìm thấy ở Trung Quốc, Lào và Việt Nam. Môi trường sống tự nhiên của chúng là rừng ẩm nhiệt đới hoặc cận nhiệt đới và rừng nhiệt đới ẩm nhiệt đới hoặc cận nhiệt đới.